# Нове Село (часопис)
«Нове Село» — селянський тижневик, що виходив у Львові впродовж 1930–1939 років. Часопис мав на меті згуртувати українське селянство, зміцнити його національну свідомість і давати практичні поради для ведення господарства.

## Основні дані
- Відп. ред.: Іван Яцишин (1930–1935), Григорій Кохановський (1935–1936), Віктор Воробець (1936–1937), Софія Король (1937–1938); ред.: Борис Левицький (1938–1939), Ярослав Матла (останні числа 1939).
- Видавець: Селянська Кооператива «Нове Село».
- Друк: Друкарня Ставропігійського інституту, вул. Бляхарська, 9 (1930–1932); «Поспішна», вул. Хорущина, 23 (1930); Ставропігійського інституту (1932–1933); Ю. Яськова і С-ки, вул. Хорущина, 23 (1934–1935); «Краєва», пл. Ринок, 9 (1935–1936); Видавничої Спілки «Діло», пл. Ринок, 10 (1937–1939);
- Формат: 42 × 29 см (1930–1936), 45,5 × 30,5 см (1937–1939).

Перше число вийшло 2 лютого 1930 року. Виходили числа: 1930 — 1-26, 27/28, 29-42, 43/44, 45-47; 1931 — 1/2, 3-14, 15/16, 17-46, 47/48, 49-52; 1932 — 1/2, 3-17, 18/19, 20-23, 24/25, 26-51; 1933 — 1, 2/3, 4-15, 16/17, 18-53; 1934 — 1-47; 1935 — 1-50; 1936 — 1-52; 1937 — 1-51; 1938 — 2-50; 1939 — 1-35.

## Тематика
Діяльність видання можна поділити на три періоди. Перший — безпартійний (від 1930 до 1933), другий — орган Української селянської партії (1933 ч. 6 — 1935 ч. 47), третій — всеукраїнський селянський тижневик (1935 ч. 48 — 1939).
У передовій статті «Про що буде писати „Нове Село“?» (у першому числі) редакція підкреслила особливість періодичного видання, яке «є першим правдивоселянським часописом, що його видають самі селяни-господарі», бо тільки «свідоме селянство разом з господарями-аґрономами нині найкраще може занятися поліпшенням тяжкої селянської долі».
До ч. 14 1930 року газету видавали агрономи, згуртовані навколо «Спілки Українських Аґрономів», але вони оголосили, що віддадуть її селянству, тільки-но буде організована селянська видавнича спілка. 27 квітня 1930 року у Львові відбулися установчі збори, на яких створено «Селянську видавничу кооперативу „Нове Село“». Одним із практичних кроків кооперативу була організація наприкінці 1930 р. відділу «Самопомочі» для членів кооперативу й передплатників видання. Після сплати «2 зол. уділу і 50 ґрошів вписового і щороку 1 зол. на обезпеченевий фонд», члени кооперативу та передплатники газети могли отримувати грошову допомогу в розмірі 150 зол. у випадку загибелі худоби (1930.— Ч. 35).
У перші роки «Нове Село» друкує багато практичних господарських порад про управу ріллі, рослин, годівлю худоби, садівництво, городництво, пасічництво, боротьбу зі шкідниками і т. д. Серед публікацій, зокрема «Лікарський порадник сільської жінки» Володимири Крушельницької (у номерах 1930 р.) з порадами про воду, їжу, одяг, дотримання ладу в хаті. Роман Могильницький радив, як запобігти смертності немовлят і дбати про охайність дітей (1930), на господарську тематику багато дописував Іван Волошин.
На початку 1933 року «Нове Село» докладно описувало підготовку до з'їзду Української селянської партії та власне з'їзд, що відбувся 1 лютого. Після створення партії часопис став її друкованим органом. Поряд із господарською тематикою редактори почали приділяти більше уваги суспільно-політичним подіям, а також партійним питанням.
Багато матеріалів 1933 року описували Голодомор, з'являлися передруки статей зі швейцарської, англійської та французької преси про голод у радянській Україні. Того ж року часопис надрукував спогади Василя Франка (сина Онуфрія Франка, що був рідним братом І. Франка) «Один рік на Радянській Україні» і «Великдень на Рад. Україні в 1932 р.» (1933). Радянська Україна постійно була однією з головних тем тижневика, який критикував її диктаторський устрій у таких статтях, як «В кігтях червоних павуків» (1936), «В червоному царстві сатани» (1936), «Сталін дальше купається в крові» (1937) та ін.
«Нове Село» описувало гучні події та політичні судові процеси середини 30-х років (убивства Майлова, Голувки, Варшавський процес, Львівський процес 1936), писало про прихід Гітлера до влади в Німеччині та його політику, інформувало про італійсько-абіссинську війну, громадянський конфлікт в Іспанії та японську-китайську війну. У низці статей 1935 року розкритиковано УНДО («Повне банкроцтво Ундівщини», «Не туди дорога… (Про ундівсько-жидівську угоду)»).
Зустрічаються на сторінках видання статті про видатних українців (Леся Українка, Тарас Шевченко, герої Крут, Симон Петлюра), а також матеріяли, присвячені історичним датам. У газеті друкували твори Остапа Вишні, Василя Стефаника, Г. Зеленого, М. Боднарук-Орлика, Уласа Самчука, Федора Борозенка, Івана Вільчевського, Олега Чайки та інших. Друкували також поезії, а в 1937—1939 роках була спеціальна сатирична колонка.
Часопис реагував на важливі міжнародні події, розповідав про боротьбу Карпатської України в 1938—1939 роках. У числі 46 за 1938 рік редакція писала, що регулярно вміщуватиме статті й дописи «спеціяльного кореспондента з Хусту, столиці Карпатської України, який постійно інформуватиме про те, як живеться нашим братам Карпатської України та як розбудовується карпато-українська держава».
Видання висвітлювало селянське життя в нарисах Ст. Ж-кого 1936 року, «Село зблизька» В. Сірого (1937), «Пісня збудила» і «Над срібнолентним Сяном» Н. Недобитого про життя Лемківщини (1938).
Постійні тематичні сторінки: «Господарські справи», «Для сільських господинь і дівчат», «Для молоденьких господарів і господинь», «Що діється нового в краю?», «Що діється на Великій Україні?», «Останні вістки», «З життя Карпатської України» та ін.
В останньому числі (№ 35), яке вийшло 3 вересня 1939 року, редакція писала: «В тій хвилі, коли наша газета друкується, ще нема війни. Та заки дійде до рук читачів, може вже розшалітися воєнна хуртовина».

## Додатки
Виходили численні додатки до тижневика: «Плугатарі» (1933), «Молоде Село» (1936–1939), «Колосся» (1938–1939), «Різдвяна Зірка» (1939), «Селянський Театр» (1934–1935)